# Qal'at al-Bahrain
Qal'at al-Bahrain (tiếng Ả Rập: قلعة البحرين), còn được biết đến là Pháo đài Bahrain, Pháo đài của Bahrain và trước đó là Pháo đài Bồ Đào Nha (Qal'at al Portugal) là một địa điểm khảo cổ nằm tại Bahrain. Quá trình khai quật khảo cổ bắt đầu từ năm 1954 từ một gò đất nhân tạo cao 12 m (39 ft) gồm 7 phân tầng được xây dựng và hình thành bởi những Người Kassite, Bồ Đào Nha và Ba Tư từ năm 2300 TCN cho đến thế kỷ 18. Nơi đây cũng từng là thủ đô của nền văn minh Dilmun đã được UNESCO công nhận là Di sản thế giới vào năm 2005.

## Lịch sử

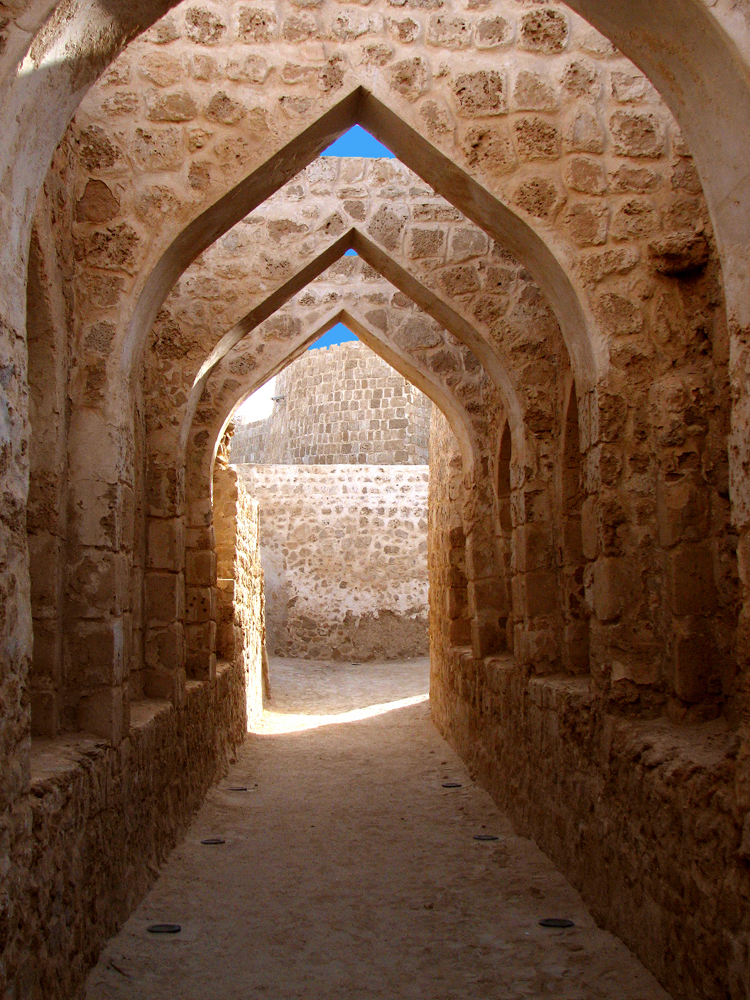
Những vòm cửa trong pháo đài.

Những phát hiện khảo cổ học trong quá trình khai quật tại pháo đài đã tiết lộ nhiều thông tin quan trọng về lịch sử của đất nước. Khu vực này được cho là đã bị chiếm đóng khoảng 5000 năm và có một cái nhìn sâu sắc có giá trị trong Thời đại đồ đồng và đồng sớm tại Bahrain. Pháo đài Bahrain lần đầu tiên được xây dựng khoảng 3.000 năm trước, trên đỉnh phía đông bắc của đảo Bahrain và hình thành diện mạo như hiện tại từ thế kỷ 6. Đây là thủ đô của nền văn minh Dilmun, và theo Sử thi Gilgamesh thì đây là "vùng đất của sự bất tử", nguồn gốc tổ tiên của người Sumer, nơi gặp gỡ của các vị thần.
Nó đã được gọi là "khu vực quan trọng nhất trong thời cổ đại" của Bahrain. Cuộc khai quật đầu tiên được thực hiện bởi một đoàn thám hiểm Đan Mạch vào năm 1954 và 1972, và sau đó là một cuộc viễn chinh Pháp năm 1977. Kể từ năm 1987, các nhà khảo cổ học người Bahrain đã được tham gia quá trình khai quật. Những phát hiện khảo cổ học đã phát hiện bảy nền văn minh của cấu trúc đô thị bắt đầu với đế chế Dilmun, nền văn minh cổ đại quan trọng nhất trong khu vực.

## Địa lý

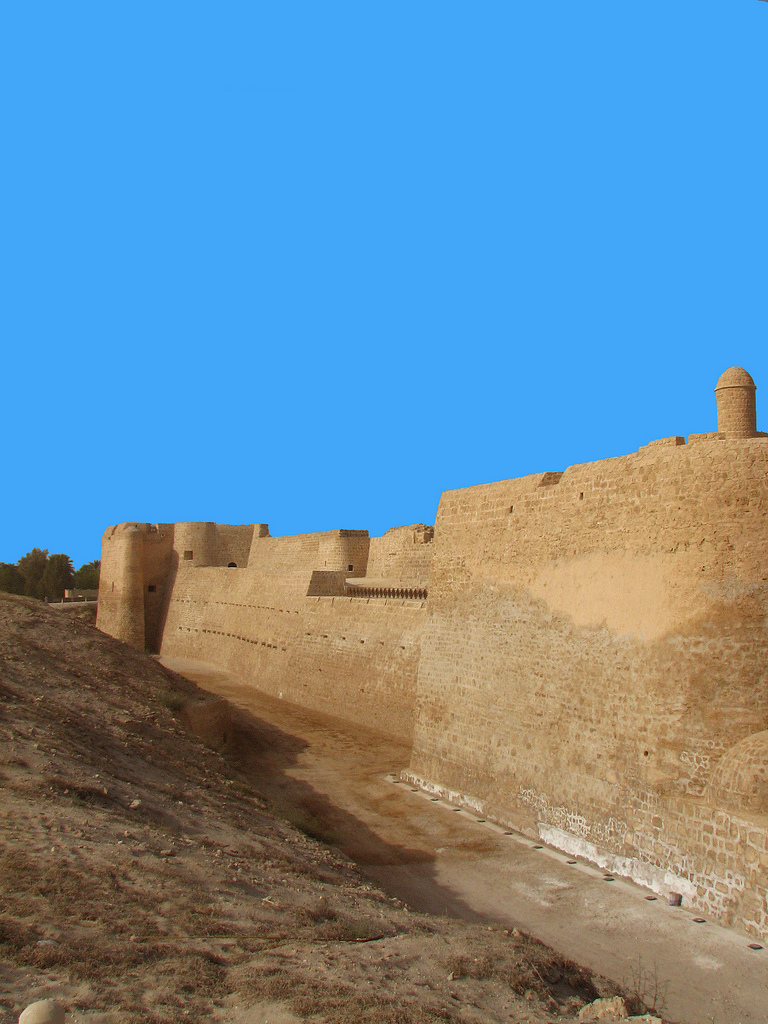
Quan sát từ bên ngoài pháo đài.

Qal'at al-Bahrain được xây dựng trên một khu vực trên bờ biển phía bắc thuộc đảo Bahrain. Vào một ngày quang mây, nó có thể thấy được từ Saar. Đây giống như là một cửa ngõ canh gác phía bắc của Manama, thủ đô của Bahrain; Pháo đài nằm cách thủ đô Manama khoảng 6 km (4 dặm) về phía bắc. Được xây dựng gần như là một thương cảng trên khu vực đất khai hoang ven biển, đây là pháo đài lớn nhất trong khu vực vùng Vịnh Ba Tư.